# Лавренчук Юрій Васильович
Ю́рій Васи́льович Лавренчу́к (нар. 28 травня 1985, Старосілля Маневицького району Волинської області, Українська РСР — пом. 28 серпня 2014, у районі м. Іловайськ) — український військовослужбовець 2-го механізованого батальйону 51-ї окремої механізованої бригади (Володимир-Волинський).
Зник безвісти в районі м. Іловайськ під час виходу з оточення.

## Життєпис
Юрій Лавренчук народився 1985 року в селі Старосілля Маневицького району Волинської області.
Мешкав у Луцьку. Був призваний під час першої хвилі часткової мобілізації навесні 2014 року. Спочатку воював у складі 2-го батальйону — перебував на Луганщині, потім в районі Іловайська — у с. Многопілля.
Згодом воював у званні солдата 2-го механізованого батальйону 51-ї окремої механізованої бригади (Володимир-Волинський).

## Обставини смерті
Зник безвісти в районі м. Іловайськ під час виходу з оточення. Востаннє виходив на зв'язок 28 серпня, був поранений, з того часу його розшукували рідні.
У листопаді 2015 року був похований на кладовищі села Парасковіївка (Бахмутський район) Донецької області. 4 вересня 2018 року Юрій Лавренчук ідентифікований за експертизою ДНК. Перепохований 18 вересня 2018 року на Алеї почесних поховань міського цвинтаря Луцька в селі Гаразджа (на хресті датою смерті вказано «08.2014»)..

## Родина
Залишилися мати (батько помер перед народженням онуки), дружина Лілія Леонтіївна та маленька донька Аня, яка народилася незадовго до того, як її тата призвали в зону проведення антитерористичної операції.

## Нагороди та вшанування
За особисту мужність і самовіддані дії, виявлені у захист державного суверенітету та територіальної цілісності України, відзначений — нагороджений:
- 12 травня 2020 року — орденом «За мужність» III ступеня (посмертно)[4].
- Його портрет розміщений на меморіалі «Стіна пам'яті полеглих за Україну» у Києві: секція 3, ряд 4, місце 26
- Вшановується 29 серпня на щоденному ранковому церемоніалі вшанування українських захисників, які загинули цього дня у різні роки внаслідок російської збройної агресії[5]